# Матлас
Матлас или Коло-Бак — село, расположенное на одноименном плато в Хунзахском районе Дагестана. Входит в состав сельского поселения Ахалчинский сельсовет. Значительный природный и этнокультурный потенциал делает плато одним из наиболее посещаемых мест в Дагестане.

## География
Село и плато Матлас расположены на высокогорном Хунзахском плато на высоте 1 800 метров над уровнем моря, в 140 километрах от столицы Республики Дагестан Махачкалы, в 10 км к северо-западу от районного центра села — Хунзах, и в 2 км к западу от центра сельского поселения села Ахалчи.  
Климат плато довольно суров, причем у подножия гор он более мягкий. Среднегодовая температура в этом районе колеблется в пределах +7 °C°. Часто дуют сильные ветры, здесь холодно даже летом: в обед стоит сильная жара, утром и вечером прохладно как весной. Зимы на Матласе снежные и морозные. Погода может резко меняться, это объясняется тем, что местность открыта для воздушных масс со всех сторон. 

## Плато Матлас
Плато стало излюбленным местом туристов, благодаря его вершинам, которые открывают вид на все окрестности как на ладони. На территории плато расположены смотровая площадка, небольшая мечеть, памятник Л.Н. Толстому и герою его одноименной повести Хаджи-Мурату. Со смотровой площадки открывается панорама на ущелье, изрезанное волнообразными хребтами, река и ниспадающие водопады. На горных склонах расположились села и серпантины дорог. 

Ущелье глубиной 3-10 метров разделяет плато на две части. На дне ущелья находятся Ханская баня - это природные ванны у реки, спрятанной от дороги за высокими скалистыми берегами. Каменные купели расположены одна за другой. Согласно местной истории, именно сюда приезжали купаться жены и дочери аварских ханов. Это место идеально подходило для банных процедур. Во-первых чистейшая горная река, образовавшаяся из десятки минеральных источников. Во-вторых, высота берегов, скрывающих купальниц. По историческим данным, в «банные дни» воины, сопровождавшие женщин, перекрывали всю близлежащую местность.
На территории плато расположено 5 водопадов - два в северной части и три в южной. Северные водопады труднодоступны, к южным водопадам сковь узкое ущелье проложена лестница из каменных плит. Самый большой и популярный водопад называется Матласский. В зимнее время он замерзает, образуя ниспадающий ледник сюрреалистического вида, на котором проводят соревнования по ледолазанию.
В нескольких километрах от смотровой площадки расположен еще один природный памятник, получившее название "Каменная чаша". Это теснина, окруженная скалами, протяженность которого составляет 90 м, в высоту она достигает 30 м, в ширину — 17 м. Стены теснины расписаны разными природными красками и мхом. На дне "Каменной чаши" даже в самую жаркую погоду прохладно, поскольку сюда не попадают солнечные лучи. 

## История
С XVII века по XIX век в официальных документах эту местность также называют Коло-Бак (авар. Коло-Бакl). Известно, что на территории Матласа располагалась резиденция аварских ханов. 
Во времена правления Имама Шамиля местность была отобрана и плоть до окончания Кавказской войны находилась во владении Имамата. После покорения Дагестана Царские власти отдали территорию для хозяйственных нужд 15-му Кавказскому линейному батальону. На небольшой площади были построены дома для нижних чинов батальона. 

## Население села
| 1939 | 1970 | 1989 | 2002 | 2010 | 2021 |
| ---- | ---- | ---- | ---- | ---- | ---- |
| 79   | ↘77  | ↗90  | ↗154 | ↘150 | ↘117 |

По данным Всероссийской переписи населения 2010 года — моноэтничное аварское село.